# Nevado Tres Cruces
El nevado Tres Cruces es un macizo de origen volcánico que se encuentra apagado, ubicado en la cordillera de los Andes en la frontera entre la Provincia de Catamarca (Argentina) y la Región de Atacama (Chile). Su extensión es de entre ocho y doce kilómetros en sentido latitudinal y posee tres cumbres principales, ordenadas de sur a norte: 
- Nevado Tres Cruces Sur o Internacional (6748 m s. n. m.)
- Nevado Tres Central (6629 m s. n. m.)
- Cumbre Norte (6008 m s. n. m.)

Cierra la gran avenida volcánica que bordea por el sur el paso de San Francisco, avenida que está formada por los siguientes volcanes, ordenados en sentido este a oeste: San Francisco, Incahuasi, El Fraile, El Muerto, Ojos del Salado, Cerro Solo y Tres Cruces, sin contar elevaciones menores. 
Se trata de la séptima cumbre de los Andes en orden de altitud y el cuarto volcán más alto del mundo; fue escalado por vez primera por la segunda expedición polaca en 1937.

## Galería

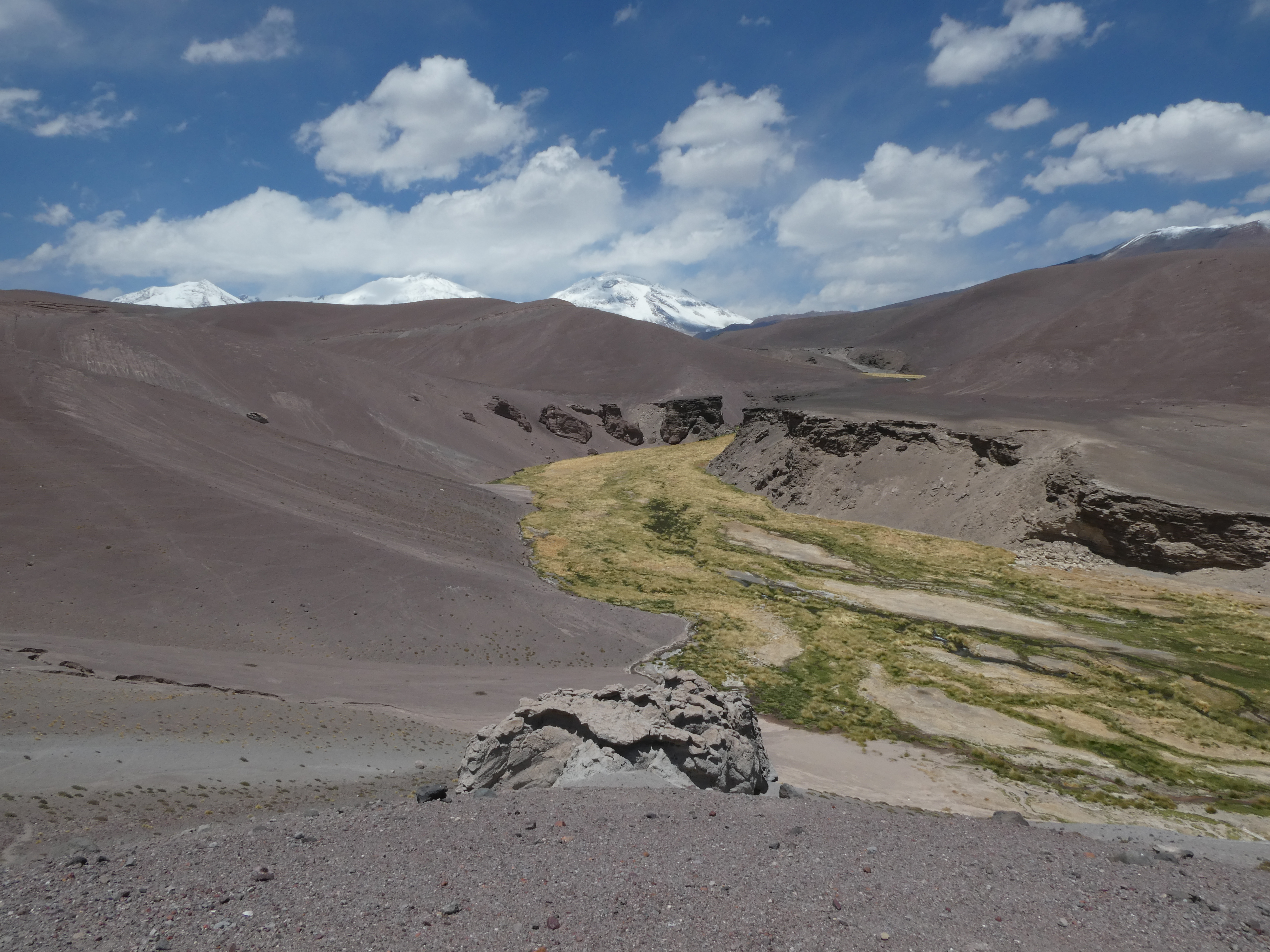
Arriba las tres cumbres del Nevado Tres Cruces.
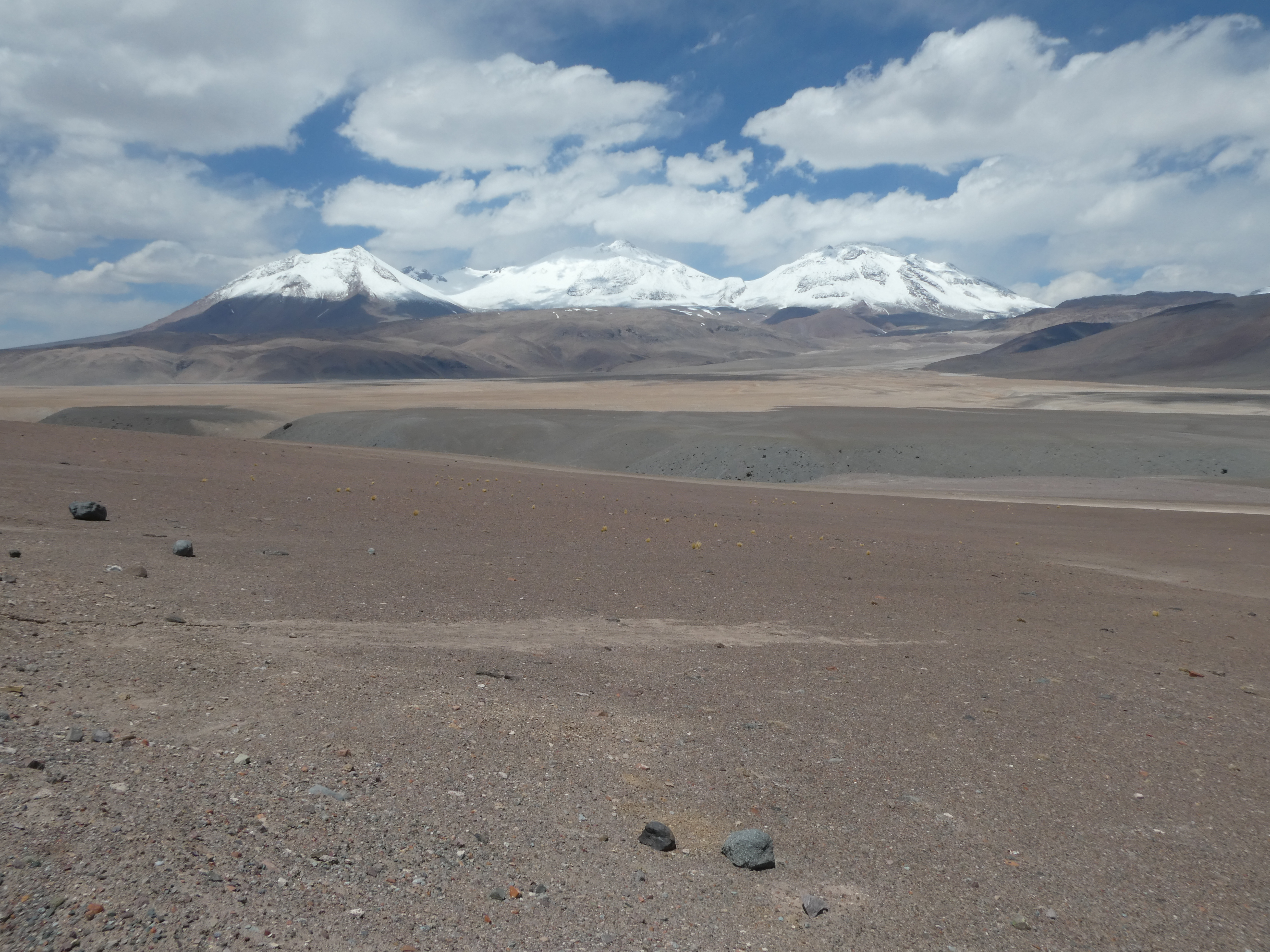
El macizo Nevado Tres Cruces.
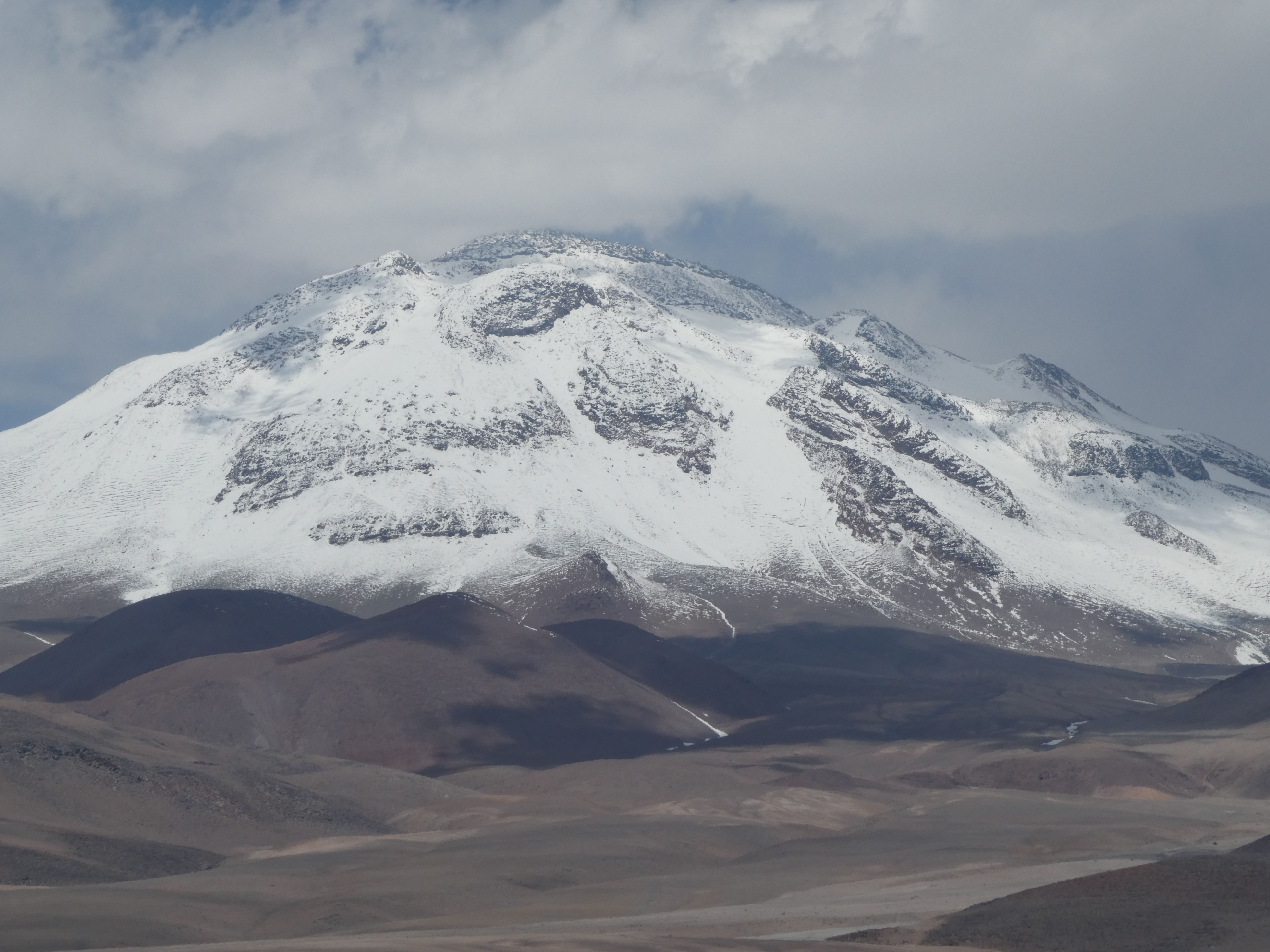
Nevado Tres Cruces Sur (6748 metros).